# Liga Independente das Escolas de Samba de Juiz de Fora
Liga Independente das Escolas de Samba de Juiz de Fora (conhecida pela sigla LIESJUF) é a entidade que reúne as escolas de samba que participam do Carnaval de Juiz de Fora. trabalhando em conjunto com a Funalfa, para a realização dos Desfiles das Escolas de Samba Juizforanas e sua organização.. com a não realização dos desfiles de 2018, a LIESJUF passou a ser carta fora do baralho na organização desses desfiles, com isso a FUNALFA credenciou a LIESB como organizadora dos desfiles. entretanto após meses a LIESB não assumiu e ficou com a LIESJUF, que não haverá carnaval em 2019, devido a crise financeira no município.

## Presidentes
| Nome                 | Ref.        |
| Edson Tostes Filho   | [ 4 ]       |
| Jair de Castro Filho | [ 5 ]       |
| Ney Gerald Gouveia   | [ 6 ] [ 7 ] |

## Grupo A
| - Real Grandeza - Mocidade Alegre - Turunas do Riachuelo - Feliz Lembrança - Vilas do Retiro - Rivais da Primavera |

## Grupo B
| - Partido Alto - Vale do Paraibuna - União das Cores - Juventude Imperial - Unidos do Ladeira |